# Codice Beta
Codice Beta è un thriller di tipo tecnologico scritto da Michael Crichton nel 1972, dietro lo pseudonimo di John Lange. Appartiene alla serie dei romanzi d'esordio del celeberrimo autore statunitense che, iniziata intorno al 1964, quando lo scrittore studiava ancora medicina all'Università di Harvard, è stata ripresa dallo stesso Crichton poco prima della scomparsa, avvenuta nel 2008. In seguito Codice Beta insieme a molti altri libri sono stati ripubblicati nel 2013 dalla Michael Crichton Foundation, e nel 2014, in Italia, ne sono stati acquistati i diritti dalla Garzanti Editore.

## Trama
Utah, 22 luglio 1972. Nella notte un treno blindato di proprietà del governo statunitense attraversa il deserto. Sette uomini, provenienti tutti da vari ambienti della malavita e istruiti secondo un piano ben preciso, riescono ad assaltarlo e a impadronirsi di due bombole, una gialla e una nera, di un potente gas nervino, lo "ZV". Il giorno dopo, l'agente segreto del Dipartimento della Difesa John Graves, recatosi a Los Angeles per un briefing sulla figura di John Wright, pericoloso politico rivoluzionario e matematico di successo, scopre che per diverse settimane un altrettanto pericoloso hacker informatico, Timothy Drew, un ex tenente dell'esercito americano, si è infiltrato con specifici terminali d'accesso nelle banche dati del Dipartimento della Difesa, sottraendo informazioni top-secret riguardanti la spedizione di un trasporto ferroviario ad alto livello. La spedizione è quella di un certo "Binario 75/76", nome in codice del potente gas nervino. L'intelligente e giocatore John Graves si troverà dunque a duellare con l'abile estremista John Wright cercando di prevedere le sue mosse, in un frenetico conto alla rovescia che porrà a rischio la stessa sicurezza nazionale, visto che l'obiettivo del fanatico è quello di debellare un intero partito politico in occasione del Congresso repubblicano che si terrà a breve nella città di San Diego.